# Botanische Tuin van Mérida
De Botanische Tuin van Mérida is een botanische tuin in Venezuela gelegen in het noorden van de stad Mérida tussen de rivieren Albarregas en Mucujún. De tuin werd in 1991 gesticht door de Universidad de los Andes om onderzoek te doen ten behoeve van het behoud van wilde dieren en planten. De tuin werd op 8 december 2002 opengesteld voor het publiek en beslaat een oppervlakte van 44 hectare. De tuin is onderverdeeld naar de aard van de flora. De belangrijkste collectie betreft de Bromelia, met 100 soorten en 600 planten is de grootste verzameling van bromelia in Zuid-Amerika. Het terrein bestaat vooral uit bos met inheemse pijnbomen.